# شهرستان دیکی (داکوتای شمالی)
شهرستان دیکی، داکوتای شمالی (به انگلیسی: Dickey County, North Dakota) یک سکونتگاه مسکونی در ایالات متحده آمریکا است که در داکوتای شمالی واقع شده‌است.

## خصوصیات
شهرستان دیکی ۲٬۹۵۷٫۷۸ کیلومترمربع مساحت دارد.